# Massacration
Massacration est un groupe de heavy metal humoristique brésilien, originaire de Petrópolis, à Rio de Janeiro. Le groupe s'autoproclame « groupe de heavy metal le meilleur et plus classique, la source d'inspiration derrière la plupart des groupes de heavy depuis 1985, dont les membres chevelus ont influencé toute la culture heavy metal. » Durant son existence, le groupe se composait de Detonator (chant, Bruno Sutter), Blond Hammet (guitare, Fausto Fanti), Jimmy « The Hammer » (batterie, Felipe Torres), Headmaster (guitare rythmique, Adriano Pereira) et Metal Avenger (basse, Marco Antônio Silva).
Massacration est créé dans le spectacle à sketches Hermes e Renato parmi d'autres faux groupes comme l'école de samba Unidos do Caralho a Quatro, ou le groupe Coração Melão. Cependant, Massacration, devant le grand succès qu'il connut, devint un vrai groupe.

## Biographie
Le groupe est incarné à Petrópolis, Rio de Janeiro, par des membres de la comédie brésilienne Hermes e Renato qui est diffusée sur MTV en 2002, dans un extrait de film d'horreur trash qui montrait un jeune ayant acheté un disque de Massacration le passer à l'envers et ainsi déclencher un sort qui, finalement, se retourne contre lui. Cet extrait était suivi d'une « interview exclusive » des cinq membres du groupe et de la première de Metal Massacre Attack. Dans ces extraits, l'orthographe du nom n'était pas l'actuelle indiquant Masacretion sur le disque, et Massacrassion dans la vidéo de l'interview. Après la création de la chanson (et du clip) Metal Massacre Attack, la vidéo commence à être diffusée non seulement dans le spectacle Hermes e Renato, mais aussi parmi les autres vidéos en rotation sur MTV. La vidéo est un tel succès que la troupe doit faire plus de chansons et de clips. Metal Bucetation suit Metal Massacre Attack.
En 2005, ils sortent finalement leur premier album, Gates of Metal Fried Chicken of Death, produit par João Gordo, chanteur de Ratos de Porão, un groupe de punk hardcore brésilien réputé. Le premier single s'intitule Metal is the Law. Il leur est ensuite demandé de se produire en live, et apparaissent dans le festival Abril Pro Rock, et dans le festival heavy metal Brasil Metal Union. La majorité du comique du groupe vient du fait que les membres utilisent un faux anglais (parodiant le fait que beaucoup de brésiliens préfèrent la musique étrangère bien qu'ils n'en comprennent pas les paroles), prennent des poses exagérées, et s'habillent de manière extravagante. De par le succès qu'ils acquièrent, ils ont désormais leur propre show sur MTV, où sont diffusées exclusivement des vidéos de heavy metal. Une rumeur court selon laquelle leur batteur pendant les concerts serait Igor Cavalera, ancien membre de Sepultura. Massacration fait réellement des premières parties de Sepultura en 2005, et Cavalera joue réellement avec eux sous le pseudonyme de El Covero (« Le fossoyeur » en espagnol).
En 2012, le chanteur Detonator quitte le groupe, expliquant être fatigué d'incarner un groupe uniquement composé d'hommes, et souhaite créer un girls band. Detonator se présente alors au programme Rocka Rolla sur MTV Brésil, expliquant vouloir recruter de belles femmes pour son nouveau groupe. Le 30 juillet 2014, Fausto Fanti (Blonde Hammet) est retrouvé mort à son domicile. Le 19 avril 2016, le groupe se réunit de nouveau pour une publicité McDonalds aux côtés de leur nouveau chanteur, Bruno Sutter.

## Style musical
Massacration parodie en premier lieu Manowar, Angra, Judas Priest et Iron Maiden, avec des références mineures à Sepultura, Saxon, Black Sabbath, et le viking metal en général. Leurs cibles principales sont les fans brésiliens de heavy metal qui ne parlent pas anglais mais adorent quand même ce genre, les groupes brésiliens qui chantent en anglais (souvent approximatif)  (comme Angra, Dr. Sin, Sepultura, Viper, entre autres), et la culture heavy metal en général, représentés par des vestes de cuir, des vêtements noirs, des cheveux longs, etc.
En ce qui concerne leurs paroles, elles sont intentionnellement écrites dans un anglais très incorrect (qui peut être inintelligible par un anglophone natif) mélangé avec de l'« anglais de cuisine » (mots formés en ajoutant des suffixes typiquement anglais comme -ation, -atic, -ful, -ness à des racines d'une autre langue, en l'occurrence le portugais). Quelquefois, des phrases entières sont en portugais. Par exemple, l'introduction de Metal is the Law contient : ai, ai, ai, ai,/ em cima, embaixo/e puxa e vai, littéralement « Aïe, aïe, aïe, aïe/ En haut ! En bas ! /Poussez et allez-y !. » Les critiques brésiliens ont remarqué que le fait qu'ils ne sonnent ni pire ni meilleurs que les groupes qu'ils parodient laisse à penser que le monde du heavy metal n'est pas au meilleur de sa forme[réf. nécessaire].

## Membres

### Derniers membres
- Metal Avenger - basse (2004-2012)
- Jimmy « The Hammer » - batterie (2004-2012)
- Blond Hammet - guitare solo (2004-2012 ; décédé en 2014)
- Headmaster - guitare rythmique (2004-2012)
- Detonator - chant (2004-2012)

### Derniers membre live
- Igor Cavalera - batterie

## Discographie
- 2005 : Gates of Metal Fried Chicken of Death
- 2009 : Good Blood Headbangers